# Иван Николов (анархист)
Иван Николов, известен като Чолака или Бай Иван, е български анархо-комунист, член и оратор на ФАКБ в епохата на разцвета на движението до 1925 г.
Ученик по анархиззъм е на Радивой Каранов от Кюстендил, който освен него запознава с анархистическите идеи и други дейци в движението като Тодор Ангелов – Божаната, Асен Константинов – Симбаето, Йордан Сотиров – Бърлака, станал известен като Манол Васев, Асен Даскалов, Първан Попов, Михал Коцев – Буната и още много кюстендилски анархисти. Иван Николов на свой ред въвежда в движението дейци като Славчо Васев и Асен Алексиев – Гутин. Той заедно с Радивой Каранов е между анархистите, привърженици на Единния фронт, и е част от „седморката“ около Георги Шейтанов.
Николов и Каранов загиват след атентата в църквата „Света Неделя“ през 1925 г. След ареста Николов е изгорен жив под предлог нарушаване на обществената безопасност.